# Ghada Al-Mutairi
Ghada Al-Mutairi (Portland, 1 de noviembre de 1976) es una académica e inventora estadounidense cuyo trabajo se ha enfocado en la nanotecnología, nanomedicina, química y ciencia de polímeros. En 2009, recibió el premio de innovación NIH Director's New Innovator Award, que otorgan los Institutos Nacionales de Salud (NIH por sus siglas en inglés), la mayor organización de apoyo a la investigación científica de Estados Unidos.

## Trayectoria
Sus padres eran de Arabia Saudí (pertenecientes a la tribu Mutair)  y se mudaron a Estados Unidos porque su padre, el Teniente Coronel Mutlaq bin Abdul Rahman Al-Mutairi, que falleció en julio del 2015, fue becado para estudiar en la Universidad de Portland, Estados Unidos, una especialización en criminología y administración de justicia. Su madre, Najat Al-Mutairi, estudió química y más tarde trabajó como maestra en escuelas para niñas en Riad. Además, los hermanos de Ghada son todos profesionales vinculados con el mundo sanitario: Khaled es médico plástico y reconstructivo, Amer, profesor de medicina familiar, Heba, radióloga y Ahmed es especialista en odontología.
Al-Mutairi se interesó en el campo de la química y la física desde muy pequeña. Leía muchos libros, revistas, estudios e investigaciones, de celebridades en el campo. Su familia volvió a Arabia Saudí cuando su padre terminó la beca de estudios, en ese momento, Al-Mutairi se encontraba estudiando primaria, por lo que recibió su educación preparatoria y secundaria en Yeda.
Tras finalizar el bachillerato, Al-Mutairi aspiraba a ingresar en la Facultad de Medicina de la Universidad del Rey Abdulaziz de Yeda, pero fue rechazada. Estuvo trabajando un año en el campo de la enseñanza en una escuela privada de Riad y volvió a Estados Unidos para hacer sus estudios universitarios. Finalmente, en 1997, Al-Mutairi se incorporó a la Facultad de Ciencias del Occidental College, una universidad privada de Los Ángeles, en California, donde obtuvo un Grado en Química en 2000.
Además, posee un Máster y se doctoró en química de materiales con especialización en descalcificación de electrones y estructura molecular en 2005 en la Universidad de California en Riverside. Entre 2005 y 2008 realizó estudios postdoctorales en química e ingeniería en la Universidad de California en Berkeley. En 2008, se incorporó a la Universidad de California como docente, y desde 2011, es directora del Centro de Investigación y Excelencia en Nanomedicina e Ingeniería de la misma universidad.

### Investigación
Al-Mutairi inventó una nanocápsula que puede detectar inflamaciones dentro del cuerpo humano y liberar medicamentos para tratarlas mediante nanocápsulas que contienen medicamentos. La tecnología ha dado buenos resultados en el tratamiento de pacientes oftalmológicos y reumatoides en Estados Unidos, con posibles aplicaciones en otros campos como la agricultura, la ingeniería y la fabricación. Además, el invento de Al-Mutairi, ha despertado el interés de varias empresas, entre ellas una compañía agrícola japonesa y la farmacéutica Pfizer, que compró a la universidad una licencia para su uso. También han mostrado interés otras empresas farmacéuticas, químicas, de ingeniería y solares de todo el mundo.

## Reconocimientos
Ghada Al-Mutairi ha recibido numerosos premios y distinciones. En 2009, recibió el premio de innovación NIH Director's New Innovator Award, que otorgan los Institutos Nacionales de Salud (NIH por sus siglas en inglés), la mayor organización de apoyo a la investigación científica de Estados Unidos. También en 2009, fue galardonada con el Pharma Foundation Award y el Chemistry Journal Award (THEMA).
En 2012, el Congreso de los Estados Unidos seleccionó su desarrollo de nanocápsulas como uno de los cuatro inventos más importantes del país. Ese mismo año, fue galardonada con el premio Young Investigator Award en el Congreso Mundial de Biomateriales. En 2014, la Royal Society of Chemistry le concedió el Premio de las Sociedades Químicas al Investigador Activo. Dos años más tarde, en 2016, Al-Mutairi recibió la beca Kali de la Academia Nacional de Ciencias de Estados Unidos. 
En 2021, Al-Mutairi fue nombrada como una de las 10 de mujeres líderes más influyentes según el ranking de la revista Forbes.